# Pseudaphycus maculipennis
Pseudaphycus maculipennis är en stekelart som beskrevs av Mercet 1923. Pseudaphycus maculipennis ingår i släktet Pseudaphycus och familjen sköldlussteklar.
Artens utbredningsområde är:
- Frankrike.
- Italien.
- Madeira.
- Spanien.

Inga underarter finns listade i Catalogue of Life.